# 真如三昧耶流
真如三昧耶流（しんにょさんまやりゅう）とは、真言宗系の在家仏教教団・真如苑の開祖伊藤真乗が興した密教法流である。涅槃経を所依の経典としている。1997年、真言宗醍醐派総本山醍醐寺は、真乗が新たな密教法流「真如三昧耶流」を興した事績を顕揚し、醍醐寺の下伽藍にある法華三昧堂の跡地に真如三昧耶堂を建立した。

## 縁起・沿革
真言小野流の一流派であり、1997年（平成9年）に真言宗醍醐派総本山醍醐寺により顕揚された流派である。また、真如苑燈檠山真澄寺の大乗典大般涅槃経を根本経典とする一宗派である。
開祖伊藤真乗が83歳で遷化にともなって、朱雀天皇の祈願により949年（天暦3年）に醍醐寺開創間もなく建立され、1470年（文明2年）に焼失した「法華三昧堂」の跡地に、1997年9月11日をもって功績を顕揚する御堂、「真如三昧耶堂」が醍醐寺内に建設された。これによって真如苑の法流、すなわち、真如密（真言宗醍醐派の岡田宥秀門跡が命名）が、「真如三昧耶流」という一流派として確立されることとなった。真如三昧耶流は真言宗醍醐派の法流血脈である。
この伝燈法脈に真如の法流の重要さを顕彰し続けるため、真如三昧耶流は「真如密」と呼び、伝燈を伝承する意味において、真如三昧耶堂を建立している。